# ZEEBRA CREATIONS
ZEEBRA CREATIONS（ゼブラ・クリエーションズ）は、日本のゲイビデオメーカー「AXIS PICTURES」の旧社名である。現在はAXIS PICTURESとして男性同性愛者向けのDVD/BDなどの映像作品の制作・販売や動画配信などを行っている。

## 概要
ビデオレーベル。かわいい系・かっこいい系・ガッチリ系とモデルのタイプは幅広い。2011年からレーベルだった「AXIS PICTURES」に社名を変更し、ZEEBRAは廃止した。

## レーベル
- AXIS PICTURES（アクシスピクチャーズ）

## 主なシリーズ
- Festa+plus Hyper
- WinG外伝～獣道
- Festa